# Shaun Murphy (jogador de snooker)
Shaun Murphy (Harlow, Inglaterra, 10 de agosto de 1982) é um jogador profissional de snooker, que é profissional desde 1998. Em 2005 venceu o campeonato mundial de snooker. No ranking mundial já esteve em terceiro lugar. Tem na sua carreira mais de 300 century breaks, vencendo 7 torneios a contar para o ranking mundial.

## Títulos

#### Para o ranking mundial
- World Snooker Championship - 2005
- Malta Cup - 2007
- UK Championship - 2008
- Players Tour Championship Grand Finals - 2011
- World Open - 2014
- World Grand Prix - 2016
- Gibraltar Open - 2017
- China Championship - 2019
- Welsh Open - 2020

### Outros Títulos
- Benson & Hedges Championship - 2000
- Challenge Tour – Event 3 - 2001
- Challenge Tour – Event 4 - 2001
- Malta Cup - 2008
- Premier League Snooker - 2009
- World Series of Snooker Grand Final - 2009
- World Series of Snooker Killarney - 2009
- Wuxi Classic - 2010
- Brazil Masters - 2011
- The Masters - 2015
- Champion of Champions - 2017
- The Masters - 2025